# Bojongcae
Bojongcae is een bestuurslaag in het regentschap Lebak van de provincie Banten, Indonesië. Bojongcae telt 3315 inwoners (volkstelling 2010).